# 瀑布阿波鰍
瀑布阿波鳅（學名：A. cataracta），為輻鰭魚綱鯉形目條鳅科的其中一個種，分布亞洲印度蘭加河流域。本魚體延長，體長可達9.3公分，棲息在溪流上游水流湍急的瀑布底層水域，生活習性不明。

## 扩展阅读
維基物種上的相關：瀑布阿波鳅